# Delaware Fightin' Blue Hens
Delaware Fightin' Blue Hens (Gallos Azules de Pelea de Delaware) es el nombre que reciben los equipos deportivos de la Universidad de Delaware, situada en Newark, Delaware. Los equipos de los Fightin' Blue Hens participan en las competiciones universitarias organizadas por la NCAA, y forman parte de la Conference USA (CUSA), de la cual son miembros de pleno derecho desde 2025.

## Apodo y mascota
El apodo de Fightin' Blue Hens, en español, gallos azules de pelea, proviene de que se trata del ave del estado de Delaware, uno de sus símbolos desde 1939. su historia procede de la Guerra de Independencia de los Estados Unidos, cuando soldados de una compañía de aquellas tierras los utilizaban como gallos de pelea en los momentos que no estaban combatiendo con el enemigo. Se decía que dichos soldados eran tan valientes en la batalla como aquellos gallos.

## Programa deportivo
Los Fightin' Blue Hens participan en las siguientes modalidades deportivas:
| - Masculino - Baloncesto - Béisbol - Fútbol - Tenis - Lacrosse - Golf - Natación - Fútbol americano | - Femenino - Baloncesto - Voleibol - Hockey sobre hierba - Natación - Fútbol - Atletismo - Golf - Tenis - Remo - Softball - Lacrosse - Golf |

### Fútbol americano
El equipo de fútbol americano es el más popular de la universidad. Ha conseguido seis títulos nacionales, en 1946, 1963, 1971, 1972, 1979 y 2003, este último ya como FCS National Football Championship, siendo finalista en 2007 y 2010.

## Instalaciones deportivas
- Bob Carpenter Center es la instalación donde disputan sus partidos de baloncesto masculino y femenino. Construido en 1992, tiene capacidad para 5.000 espectadores.[3]
- Delaware Stadium, es el estadio donde se disputa el fútbol americano. Construido en 1952, ha sufrido diversas remodelaciones, la última de ellas completamente en 1993. Tiene una capacidad para 22.000 espectadores.[4]